# Motor Alfa Romeo Twin Cam
La denominación motor Alfa Romeo Twin Cam ("twin cam" significa en inglés "doble árbol de levas"), sirve para dar nombre a una serie de motores de cuatro cilindros en línea hechos totalmente de aleaciones de aluminio, producidos por el fabricante italiano Alfa Romeo entre 1954 y 1994. En italiano se le conoce como el "bialbero" y también se le ha apodado el motor "Nord" (Norte) en referencia a su construcción en Milán, en el norte de Italia, para distinguirlo del Flat-4 construido en el Sur ("Sud") para el modelo Alfasud. 

## Historia
El predecesor de los Twin Cam apareció en el Alfa Romeo 1900 del año 1950. Era un motor de cuatro cilindros en línea sub-cuadrado, con un bloque de hierro fundido, una culata de aleaciones de aluminio con levas superiores dobles y un ángulo de 90° entre las válvulas de admisión y las de escape. El desarrollo de ese motor fue supervisado por Orazio Satta Puliga, quien también dirigiría el desarrollo de su sucesor. El Alfa Romeo Disco Volante de 1952 tenía un motor de cuatro cilindros DOHC de 2 litros, con un bloque de aluminio y válvulas de camisa, en lo que resultó ser más una versión personalizada del motor de 1900 que un prototipo del Twin Cam siguiente. Si bien el Twin Cam compartió algunas características con el motor 1900, fue un nuevo diseño de Giuseppe Busso.
Debutó en el Alfa Romeo Giulietta de 1954. Tenía las características siguientes:
- Un bloque de aleaciones de aluminio con camisas de cilindro "húmedas" de hierro fundido.
- Una culata de aleaciones de aluminio con cámara de combustión hemisférica.
- Un cigüeñal de acero forjado apoyado sobre cinco cojinetes principales.
- Motor DOHC accionados por una cadena de distribución de doble hilera.
- Accionamiento directo de las válvulas a través de árboles de levas con taqués.
- Dos válvulas inclinadas por cilindro, con una bujía ubicada cerca del centro.
- Válvulas de admisión y de escape separadas por un ángulo de 80 grados.
- Un sumidero de aceite grande, plano y con aletas.

Estas características hicieron del Twin Cam un diseño avanzado de un motor para automóviles fabricados en serie de mediados de los años 1950 y con pequeñas variaciones, formarían la base de todas sus versiones futuras.
Desplazaba 1290 cm³ (1,3 litros) en el Giulietta de 1954. En 1960, se presentó otra versión del motor junto con el prototipo de automóvil pequeño Alfa Romeo Tipo 103. Esta versión fue notable porque, con un diámetro de 66 mm (2,60 pulgadas), una carrera de 65,5 mm (2,58 pulgadas) y desplazando solamente 896 cm³ (0,9 litros), sería el Twin Cam de cuatro cilindros más pequeño de la historia. Rendía 52 HP (53 CV; 39 kW) a las 5500 rpm. Al adaptarlo al diseño transversal con tracción delantera, el bloque y la caja de cambios se construyeron como una sola unidad. Solamente se construyeron tres de estos.
El 27 de junio de 1962 apareció un Twin Cam más grande en el recién lanzado Alfa Romeo Giulia. El cambio obvio fue que la cilindrada se incrementó a 1567 centímetros cúbicos (1,6 L), pero el motor también se estaba produciendo utilizando un método de fundición diferente. El diámetro de los vástagos de las válvulas había aumentado de 1 a 9 milímetros (0,04 a 0,35 plg), el espaciamiento del centro del orificio era diferente, la cadena de distribución era más larga y la manivela había sido revisada, entre otros cambios.
En 1968, el motor se amplió nuevamente, esta vez a 1779 cm³ (1,8 litros), para los modelos 1750 GTV y 1750 Berlina. Los cambios adicionales en esta versión incluyeron compensar los cojinetes en los extremos de las bielas y agregar válvulas de escape llenas de sodio. En 1971 la cilindrada creció hasta 1962 centímetros cúbicos (2 L), introduciéndose esta versión del motor para el Alfa Romeo 2000 GTV y el 2000 Berlina. Este Twin Cam de mayor producción también tenía menos dientes en la corona y 6 tornillos que sujetaban el volante de inercia en lugar de 8. 
El motor se adaptó para su uso en el Alfetta en 1972, lo que requirió una nueva bomba de aceite y un cambio en el sumidero con aletas utilizado en los automóviles de la serie 105. Si bien esta fue una pérdida estética, pudo haber sido beneficiosa de otras maneras, ya que algunos propietarios informaron que el viejo sumidero mantenía el motor y el aceite tan fríos que a veces era necesario bloquear el flujo de aire del radiador para aumentar la temperatura del refrigerante lo suficiente para que el calentador interior fuera efectivo. Como el Alfetta también usaba un transeje montado en la parte trasera, no había necesidad de un cojinete piloto en el motor. 
El Twin Cam fue el primero fabricado en serie en emplear una forma de distribución de válvulas variable (VVT). El sistema que apareció en el Spider de 1980 era de tipo electromecánico y empleaba un variador para alterar la fase del árbol de levas, pero no la duración de la apertura de la admisión.

## Variantes de competición y especiales
La filial de competición de Alfa Romeo, Autodelta, produjo numerosas variaciones en el Twin Cam para diferentes clases de carreras y coches, incluido el GTA orientado a las carreras. Los desplazamientos oscilaron entre 1283 cm³ (1,3 litros) de la versión súper cuadrada con un diámetro x carrera de 84 x 57,9 mm (3,31 x 2,28 pulgadas), hasta la versión de 2056 cm³ (2,1 litros) con un diámetro x carrera de 86 x 88,5 mm (3,39 x 3,48 pulgadas). Muchos de estos motores utilizaban un sistema de ignición doble, también conocido como "Twin Spark". 
Aunque Alfa Romeo nunca vendió una versión de serie del Twin Cam con más de 8 válvulas, al menos se pusieron a punto dos culatas de 16 válvulas. Varios motores Autodelta las tenían y el preparador Franco Angelini desarrolló otra culata de 16 válvulas.
Algunas culatas de Autodelta tenían un ángulo entre las válvulas de admisión y de escape más estrecho que los 80° utilizados en la mayoría de los motores de producción. Estas culatas se llamaban "testa stretta" (cabeza estrecha). 
Algunos motores también tenían lo que se llamó un revestimiento "mono-camisa", donde los cuatro revestimientos de los cilindros estaban fundidos uno al lado del otro en una sola pieza. 
El Asardo 1500 AR-S de 1959 era un prototipo único que no era Alfa, el cual utilizaba una versión personalizada del motor Twin Cam. Comenzando con un desplazamiento de 1290 cm³ (1,3 litros), el diámetro de los cilindros se incrementó a 79,5 mm (3,13 pulgadas) mediante el uso de pistones personalizados y camisas húmedas de Mahle, para que su desplazamiento final fuera de 1489 cm³ (1,5 L; 90,9 plg³), con una potencia de 135 HP (137 CV; 101 kW). 

## Versiones sobrealimentadas
En 1967, el Alfa Romeo GTA SA debutó en el Salón del Automóvil de Ginebra. Construido por Autodelta, el Twin Cam de 1567 cm³ (1,6 litros) estaba potenciado mediante dos sobrealimentadores impulsados por una bomba de aceite motorizada. Se informó que la potencia era de 220 HP (223 CV; 164 kW).
En 1979 se lanzó el Alfa Romeo GTV Turbodelta. El motor de 2 litros disponía de un turbo KKK que soplaba a través de un par de carburadores presurizados Dell'Orto DHLA40H, con lo que producía 150 HP (152 CV; 112 kW) con los ajustes normales. Este automóvil solamente se ofreció hasta 1981, cuando Alfa Romeo dejó el Grupo 4 para concentrarse en la Fórmula 1. Se construyeron 400 unidades.
En 1984 Alfa lanzó el Giulietta Turbodelta. Equipado con un motor Twin Cam de 1962 cm³ (2 litros), carburadores dobles y un turbo Alfa Avio, el cual rendía 170 CV (168 HP; 125 kW).
En 1986, una versión turbo de 1779 cm³ (1,8 litros) de conexión simple, desarrollaba 165 CV (163 HP; 121 kW) y se utilizó para crear el Alfa Romeo 75 1.8 Turbo Quadrifoglio. En las carreras de turismos del Grupo A, en 1987 esta versión rendía hasta 260 CV (256 HP; 191 kW) y 462 N·m (341 lb·pie) de par máximo.

## Twin Spark

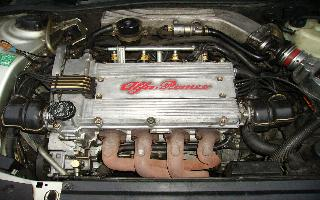
Twin Spark en un Alfa Romeo 164

La tecnología Twin Spark de Alfa Romeo utilizó la ignición doble para disparar dos bujías por cada pistón. El sistema había sido utilizado por primera vez en el ALFA Grand Prix de 1914. Las versiones de carreras del motor Giulia, incluido el utilizado en el GTA, presentaban una culata con dos bujías por cilindro. Las versiones Twin Spark del Twin Cam también se desarrollaron para los modelos 1750 y 2000 utilizados para las carreras.
En 1987, la producción Alfa 75 2.0 Twin Spark estaba equipada con una culata de dobles bujías, que proporcionaba una mejor ignición del combustible y permitía una mejor forma de la cámara de combustión, con un ángulo más estrecho entre la válvula de admisión y la de escape. Aunque se desarrolló a partir del Twin Cam, pocas partes se pueden intercambiar entre los motores Twin Spark y los Twin Cam. Por ejemplo, los Twin Cam tienen seis vías de aceite que conducen a la culata, mientras que las del Twin Spark solamente tienen dos; la cubierta de la cadena de distribución se estrecha y el ángulo entre las válvulas se reduce a 46°. El motor Twin Spark en el 75 también empleó el sistema VVT variatore di fase de Alfa, que cuando se combinaba con la inyección electrónica de combustible, daba una potencia de 148 CV (146 HP; 109 kW).
Los últimos ejemplos del Alfa Twin Cam fueron las versiones de 1749 cm³ (1,7 litros), 1773 cm³ (1,8 litros) y 1995 cm³ (2 litros) Twin Spark 8V presentados en los 155 y 164. Después de 1995, el 155 utilizó el Twin Spark de 16 válvulas que, aunque compartía algunas características con el motor anterior, es un diseño diferente miembro de la serie de motores "Pratola Serra" de Fiat, mientras que el 164 continuó con el Twin Spark de 8 válvulas hasta el final de su producción en 1997.
La producción del Alfa Romeo Twin Cam terminó en 1997, momento en el que había sido reemplazado gradualmente desde 1995 por los nuevos motores Twin Spark de 16 válvulas, basados en los diseños de Fiat.

## Tamaños de producción y aplicaciones
| Año  | Diámetro x carrera             | Desplazamiento               | Potencia máxima                    | Par máximo                      | Aspiración y tecnología | Aplicaciones                                                                                  |
| ---- | ------------------------------ | ---------------------------- | ---------------------------------- | ------------------------------- | ----------------------- | --------------------------------------------------------------------------------------------- |
| 1954 | 74 x 75 mm (2,91 x 2,95 plg)   | 1290 cm³ (1,3 L; 78,7 plg³)  | 53 CV (52 HP; 39 kW) @ 5200 rpm    | 93 N·m (69 lb·pie) @ 3000 rpm   | Atmosférico             | Giulietta, Romeo, Giulia, Spider                                                              |
| 1962 | 78 x 82 mm (3,07 x 3,23 plg)   | 1570 cm³ (1,6 L; 95,8 plg³)  | 129 CV (127 HP; 95 kW) @ 6500 rpm  | 152 N·m (112 lb·pie) @ 4200 rpm | Atmosférico             | Giulia, Giulia TZ2, Gran Sport Quattroruote, Alfetta, Alfetta GT, Spider, Giulietta (116), 75 |
| 1968 | 80 x 88,5 mm (3,15 x 3,48 plg) | 1779 cm³ (1,8 L; 108,6 plg³) | 132 CV (130 HP; 97 kW) @ 5500 rpm  | 186 N·m (137 lb·pie) @ 3000 rpm | Atmosférico             | 1750 Berlina, 1750 GTV, Alfetta, Alfetta GT, Spider, 90, Giulietta (116), 75                  |
| 1970 | 84 x 88,5 mm (3,31 x 3,48 plg) | 1962 cm³ (2 L; 119,7 plg³)   | 170 CV (168 HP; 125 kW) @ 5000 rpm | 283 N·m (209 lb·pie) @ 3500 rpm | Atmosférico             | 2000 Berlina, 2000 GTV, Alfetta, Alfetta GTV, Spider, 90, Giulietta (116), 75                 |
| 1977 | 80 x 67,5 mm (3,15 x 2,66 plg) | 1357 cm³ (1,4 L; 82,8 plg³)  | 95 CV (94 HP; 70 kW) @ 6000 rpm    | 121 N·m (89 lb·pie) @ 4500 rpm  | Atmosférico             | Giulietta (116)                                                                               |
| 1986 | 80 x 88,5 mm (3,15 x 3,48 plg) | 1779 cm³ (1,8 L; 108,6 plg³) | 165 CV (163 HP; 121 kW) @ 5800 rpm | 226 N·m (167 lb·pie) @ 2600 rpm | Turbo                   | 75                                                                                            |
| 1987 | 84 x 88,5 mm (3,31 x 3,48 plg) | 1962 cm³ (2 L; 119,7 plg³)   | 148 CV (146 HP; 109 kW) @ 5800 rpm | 186 N·m (137 lb·pie) @ 4000 rpm | Twin Spark, VVT         | 75, 164                                                                                       |
| 1992 | 84 x 80 mm (3,31 x 3,15 plg)   | 1773 cm³ (1,8 L; 108,2 plg³) | 129 CV (127 HP; 95 kW) @ 6000 rpm  | 167 N·m (123 lb·pie) @ 5000 rpm | Twin Spark, VVT         | 155                                                                                           |
| 1992 | 84 x 90 mm (3,31 x 3,54 plg)   | 1995 cm³ (2 L; 121,7 plg³)   | 146 CV (144 HP; 107 kW) @ 5800 rpm | 191 N·m (141 lb·pie) @ 5000 rpm | Twin Spark, VVT         | 164, 155                                                                                      |
| 1993 | 83,4 x 80 mm (3,28 x 3,15 plg) | 1749 cm³ (1,7 L; 106,7 plg³) | 115 CV (113 HP; 85 kW) @ 6000 rpm  | 149 N·m (110 lb·pie) @ 3500 rpm | Twin Spark              | 155                                                                                           |